# Bacówka Brzanka
Bacówka Brzanka (dawniej Bacówka PTTK na Brzance) – schronisko turystyczne, zarządzane obecnie przez osoby prywatne. Obiekt położony na wysokości 508 m n.p.m. pod szczytem Brzanka na Pogórzu Ciężkowickim, na terenie Parku Krajobrazowego Pasma Brzanki.
Bacówka została otwarta w 1981 roku przez PTTK. Obecnie schronisko posiada 28 miejsc noclegowych, jadalnię z bufetem i kominkiem oraz trzy węzły sanitarne. W bezpośrednim sąsiedztwie znajduje się teren rekreacyjny, boisko do siatkówki, miejsce na ognisko, grill murowany, parking oraz wieża widokowa.

## Piesze szlaki turystyczne
z Tuchowa, potem ,
 z Ryglic przez Ostry Kamień, potem ,
 z Czermnej,
 z Lubaszowej, potem ,
 z Siedlisk,
 z Ciężkowic
Do schroniska można dojechać asfaltową drogą z Jodłówki Tuchowskiej.